# Битва при Мурсе
Битва при Мурсе — сражение между мятежниками во главе с Магненцием и императорскими легионами Констанция II, произошедшее 28 сентября 351 года.
Заключив перемирие с Шапуром II, Констанций II направил войска на подавление мятежа галльского узурпатора Магненция. Битва произошла в долине реки Драва неподалёку от города Мурса в Нижней Паннонии.
Перед боем Констанций послал своего префекта претория Флавия Филиппа вести переговоры с Магненцием, требуя, чтобы узурпатор отступил в Галлию. После этого один из военачальников Магненция, Клавдий Сильван перешёл на сторону Констанция с частью армии.
Бой был одним из самых кровавых в римской военной истории. Согласно Иоанну Зонаре, Магненций потерял свыше двух третей своего войска, а Констанций — около половины своей армии, в общей сложности более 50 тысяч погибших.
Существовал также религиозный смысл конфликта. Магненций восстановил некоторые права язычников, в то время как Констанций даже покинул поле битвы, чтобы молиться около неподалёку располагавшейся могилы христианского мученика. Епископ Мурсы Валент сообщил императору, что ангел принёс ему весть о победе, что положило конец любой возможности языческого возрождения.
Магненций, который потерял в бою своего верного сторонника, магистра оффиций Марцеллина, окончательно был разгромлен два года спустя.